# Махцин (Великопольське воєводство)
Махцин (пол. Machcin, нім. Machein) — село в Польщі, у гміні Сміґель Косцянського повіту Великопольського воєводства.
Населення — 207 осіб (2011).
У 1975-1998 роках село належало до Лешненського воєводства.

## Демографія
Демографічна структура станом на 31 березня 2011 року:
|          | Загалом | Допрацездатний вік | Працездатний вік | Постпрацездатний вік |
| -------- | ------- | ------------------ | ---------------- | -------------------- |
| Чоловіки | 109     | 19                 | 85               | 5                    |
| Жінки    | 98      | 18                 | 64               | 16                   |
| Разом    | 207     | 37                 | 149              | 21                   |